# Национальная библиотека Андорры
Национальная библиотека Андорры (кат. Biblioteca Nacional d’Andorra) — крупнейшая библиотека Андорры.

## Общие сведения
Основана в 1930 году, повторное основание — в 1974 году. Библиотека расположена в особняке «Casa Bauró» в столице Андорры, городе Андорра-ла-Велья. В библиотеку поступают обязательные экземпляры всех публикаций в Андорре, она также занимается вопросами авторского права.
Гордостью библиотеки является антикварная коллекция. Доступ — платный. Основу собрания составляют уникальные издания XIX века и более поздние редкие экземпляры.

## История
Основана 8 сентября 1930 года с целью развитие культуры чтения и информационного обеспечение жителей андоррской долины (los Valles de Andorra). Сначала библиотека располагалась в «зале потерянных шагов» (la sala de los pasos perdidos) в правительственном здании «Casa de la Vall». Библиотека была основана по инициативе андоррского общества резидентов Барселоны (Sociedat Andorrana de Residents a Barcelona) и других частных обществ.
В 1974 году была основана новая библиотека, к которой перешли 2500 томов из библиотеки «Casa de la Vall» и книги, подаренные каталонской книжной выставкой и многочисленными издательствами.
В 1996 году библиотека в связи с ростом фондов переехала в особняк Casa Bauró.
С 1987 года, кроме задач национальной библиотеки, Национальная библиотека Андорры выполняет функцию агентства по присвоению ISBN.